# Шутова (село)
Шу́това (укр. Шутова) — село в Яворовской городской общине Яворовского района Львовской области Украины.
Население по переписи 2001 года составляло 433 человека. Занимает площадь 1,14 км². Почтовый индекс — 81042. Телефонный код — 3259.